# Mon ami Pierrot
Pour la chanson représentant Monaco à l'Eurovision 1959, voir Mon ami Pierrot (chanson).
Pour plus de détails, voir Fiche technique et Distribution.
Mon ami Pierrot est un téléfilm français réalisé par Orso Miret, diffusé sur France 3 en 2013.

## Distribution
- Valentin Tinchant : Pierrot
- Olivier Rabourdin : Serge
- Yann Trégouët : Francis
- Liam Honoré : Vincent
- Arly Jover : Cecilia
- Nina Meurisse : La prof du collège
- Thomas Mialon : Thomas
- Bastien Monnier : Kévin
- Alain Blazquez : Mr. Collignon
- Léon Vitale : Vigile
- Brice Fournier : Luc
- Stéphane Margot : Automobiliste
- Mehdi Senoussi : Abdelrahman
- Éric Soubelet : François